# Йоасаф Сервийски
Йоасаф (на гръцки: Ιωάσαφ) е гръцки духовник от XVI век, епископ на Вселенската патриаршия.

## Биография
Йоасаф става сервийски епископ в 1572 година. Влиза в конфликт със солунския митрополит, на когото е подчинен и в 1584 година е уволнен. След разследване, разпоредено от Патриаршията, е оправдан и се връща на катедрата си. По време на отсъствието си Йоасаф се свързва с архиепископ Йоаким Охридски и му предлага Сервийската епископия да мине на подчинение на Охридската архиепскопия. След възстановяването му обаче се завръща под върховенството на Солун.